# Benoît Etoc
Benoît Etoc (* 17. August 1980 in Port-au-Prince) ist ein ehemaliger haitianischer Skirennläufer.

## Karriere
Etoc wurde wuchs nach seiner Adoption 1982 in Grenoble auf. Sein internationales Renndebüt gab er am 30. November 2012 in Val Thorens. Wenige Monate später wurde er erster haitianischer Meister im Riesenslalom als auch im Slalom.
2013 nahm er erstmals an einer Weltmeisterschaft teil. Nachdem er im Qualifikationsrennen für den Riesenslalom ausgeschieden war, erreichte er im Slalom den 65. Platz.
Etoc plante Haiti bei den Olympischen Winterspielen in Sotschi zu vertreten, ist jedoch nach den Weltmeisterschaften von Schladming nicht mehr als Rennläufer in Erscheinung getreten.

## Erfolge

### Weltmeisterschaften
- Schladming 2013: 65. Slalom, DNQ Riesenslalom